# Welcome to the Wrecking Ball!
Welcome to the Wrecking Ball! är ett album av Grace Slick, hennes tredje soloalbum som släpptes 1981 av skivbolaget RCA Records precis innan hon återgick till sin gamla position som sångare i Jefferson Starship. 
Texten till öppningsspåret innehåller flertalet referenser till Slicks avsky för rockjournalister och kritiker. 
På Welcome to the Wrecking Ball! samarbetar Grace ytterligare en gång med gitarristen Scott Zito och producenten Ron Frangipane som bidrog till hennes förra album. 
Albumet blev som bäst #48 på Billboard-listan.

## Låtlista
Sida 1
1. "Wrecking Ball" (Grace Slick, Scott Zito) – 3:49
2. "Mistreater" (Zito) – 3:23
3. "Shot In The Dark" (Zito) – 3:18
4. "Round & Round" (Zito) – 3:37
5. "Shooting Star" (Zito) – 5:19

Sida 2
1. "Just A Little Love" (Zito) – 4:21
2. "Sea Of Love" (Zito) – 4:04
3. "Lines" (Slick, Zito) – 3:20
4. "Right Kind" (Slick, Zito) – 3:07
5. "No More Heroes" (Slick, Zito) – 3:52

## Singlar
- "Sea of Love" (1981)
- "Mistreater" (1981)

## Medverkande
Musiker
- Grace Slick – sång
- Scott Zito – gitarr, sång, munspel
- Danny Gulino – gitarr
- Phil Stone – basgitarr
- Bobby T – trummor
- Paul Harris – keyboard
- Joe Lala – slagverk

Produktion
- Ron Frangipane – musikproducent, arrangement
- Ed Sprigg – ljudtekniker
- Michael Guerra, Alan Meyerson, Kevin Ryan – assisterande ljudtekniker
- Scott Zito – arrangement
- Skip Johnson – omslagsdesign
- Grace Slick – omslagsdesign
- Roger Ressmeyer – foto